# وزارت امور خارجه پاکستان
وزارت امور خارجه پاکستان یک وزارت در دولت پاکستان است که مسئول سیاست خارجی و روابط خارجی این کشور می‌باشد.

## بخش‌ها
- بخش افغانستان، ایران، ترکیه
- بخش آفریقا
- بخش آمریکا
- بخش چین و سازمان همکاری شانگهای
- بخش سازمان همکاری اقتصادی
- بخش آسیای شرقی و اقیانوسیه
- بخش اروپا
- بخش خاورمیانه
- بخش جنوب آسیا
- بخش سازمان ملل متحد
- بخش ضد تروریسم
- بخش حسابرسی و کنسولی
- بخش کنترل اسلحه و خلع سلاح
- بخش هماهنگی اقتصادی و سازمان همکاری اسلامی
- بخش دارایی
- بخش حقوقی و معاهدات
- بخش کنترل صادرات راهبردی
- بخش سخنگو
- بخش برنامه‌ریزی و تحقیقات
- دفتر اطلاعات مطبوعاتی

## اداره‌ها
- دفتر اطلاعات خارجی
- دفتر پیمان منع جامع آزمایش هسته‌ای
- دفتر ارزیابی ملی و حسابرسی امنیتی
- دفتر پیمان منع گسترش جنگ‌افزارهای هسته‌ای
- دفتر خدمات خارجی پاکستان
  - آکادمی خدمات خارجی
- مؤسسه مطالعات راهبردی